# Jungfernhof

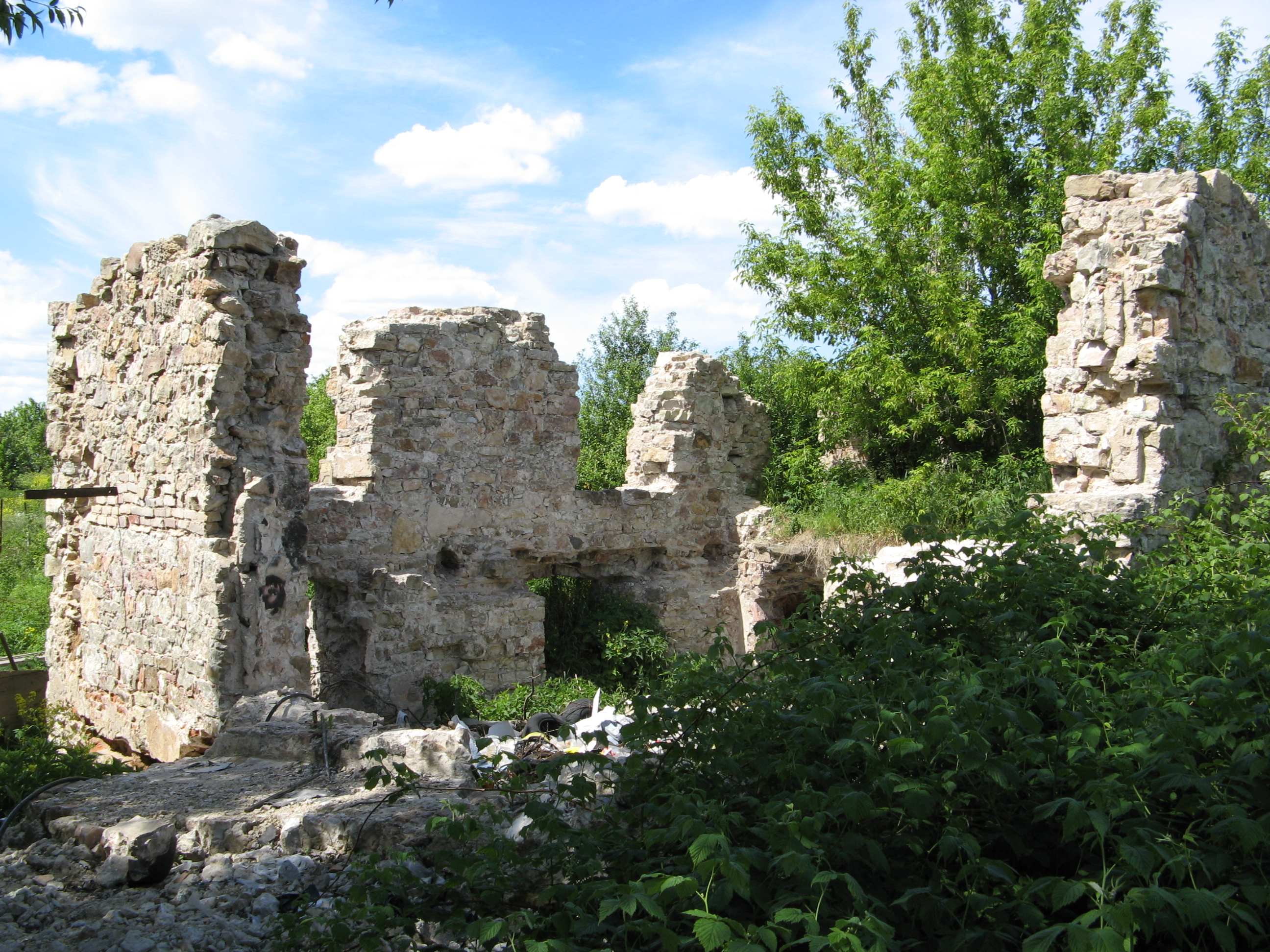
Ruinerna efter jordbruksegendomen Jumpravmuiza, som tjänade som koncentrationslägret Jungfernhof 1941–1942.

Jungfernhof (lettiska Jumpravmuiza) var ett nazistiskt koncentrationsläger i Lettland, beläget i närheten av järnvägsstationen Šķirotava, cirka fyra kilometer från Riga. Lägret existerade från december 1941 till mars 1942 och hyste judar från Tyskland och Österrike, som tidigare var ämnade att deporteras till Minsk i Vitryssland. Kommendant var Rudolf Seck.
I november 1941 hade Rigas getto blivit överbefolkat och kunde inte längre ta emot de judar som deporterades från Tyskland. De 1 053 judar som anlände från Berlin till Riga den 30 november arkebuserades senare samma dag, tillsammans med omkring 12 000 lettiska judar. Denna dag kom att kallas den blodiga söndagen. På order av Brigadeführer Walter Stahlecker fördes de fyra följande transporterna från Berlin till "Stora Jungfernhof", en övergiven jordbruksegendom, Jumpravmuiza, vid Daugava-floden. I denna egendom, som numera är en ruin, inrättades Jungfernhof.